# 岡田秀文
岡田 秀文（おかだ ひでふみ、1963年11月15日 -）は、日本の小説家・推理作家。東京都生まれ。明治大学農学部卒業後、製薬会社に勤務。日本推理作家協会会員。

## 経歴
1999年、短編「見知らぬ侍」で第21回小説推理新人賞を受賞。2001年、『本能寺六夜物語』で単行本デビュー。2002年、『太閤暗殺』で第5回日本ミステリー文学大賞新人賞を受賞。2015年、『黒龍荘の惨劇』で第15回本格ミステリ大賞候補、第68回日本推理作家協会賞（長編および連作短編集部門）候補。

## 作品リスト

### 単行本
- 本能寺六夜物語（2001年10月 双葉社 / 2003年5月 双葉文庫 / 2013年9月 双葉文庫【新装版】）
- 太閤暗殺（2002年3月 光文社 / 2004年3月 光文社文庫 / 2012年6月 双葉文庫） - 第5回日本ミステリー文学大賞新人賞受賞作
- 影ぼうし（2002年1月 双葉社）
- 見知らぬ侍（2004年1月 双葉社）
- 落ちた花は西へ奔れ（2004年4月 光文社）
- 魔将軍 室町の改革児 足利義教の生涯（2006年3月 双葉社）
  - 【改題】魔将軍 くじ引き将軍・足利義教の生涯（2009年6月 双葉文庫）
- 城盗り藤吉郎（2005年3月 ハルキ文庫）
- 最後の間者（2006年8月 ハルキ文庫）
- 秀頼、西へ（2007年3月 光文社文庫）
- 風の轍（2008年9月 光文社 / 2011年9月 光文社文庫）
- 源助悪漢十手（2009年3月 光文社文庫）
- 賤ケ嶽（2010年4月 双葉社）
- 信長の影（2011年3月 双葉社 / 2016年1月 双葉文庫）
- 応仁秘譚抄（2012年5月 光文社）
- 刺客 どくろ中納言 天下盗り、最後の密謀（2013年4月 幻冬舎）
- 関ヶ原（2013年7月 双葉社 / 2018年10月 双葉文庫）
- 伊藤博文邸の怪事件（2013年10月 光文社 / 2015年6月 光文社文庫）
- 黒龍荘の惨劇（2014年8月 光文社 / 2017年1月 光文社文庫）
- 偽造同盟（2015年7月 幻冬舎）
- 海妖丸事件（2015年9月 光文社 / 2018年2月 光文社文庫）
- 月輪先生の犯罪捜査学教室（2016年9月 光文社）
- 足利兄弟（2016年11月 双葉社 / 2020年4月 双葉文庫）
- 帝都大捜査網（2017年7月 東京創元社）
- 戦時大捜査網（2020年2月 東京創元社）
- 首イラズ 華族捜査局長・周防院円香（2020年10月 光文社 / 2023年7月 光文社文庫）
- 白霧学舎 探偵小説倶楽部（2022年1月 光文社文庫）
- 維新の終曲（2022年3月 双葉社）
- 大坂の陣（2022年6月 双葉文庫）
- 治験島（2023年6月 光文社）

### アンソロジー
「」内が岡田秀文の作品
- 小説推理新人賞受賞作アンソロジー2（2000年11月 双葉文庫）「見知らぬ侍」 - 第21回小説推理新人賞受賞作
- 時代推理傑作選 御白洲裁き（2009年12月 徳間文庫）「まぶたの父」
- 江戸迷宮 異形コレクション47（2011年1月 光文社文庫）「泡影」
- 街は謎でいっぱい（2018年3月 光文社文庫）「なごりの街」
- 御城の事件～〈西日本篇〉～（2020年6月 光文社文庫）「小谷の火影」

### 雑誌掲載短編
- 足利義昭 打倒信長を夢見た将軍（双葉社『小説推理』2009年9月号）
- 消えた茶入（光文社『小説宝石』2009年12月号）
- 蒲生氏郷 天下を夢見た猛将（双葉社『小説推理』2011年3月号）
- 月輪犯罪捜査学講座
  - 高楼閣の失踪（光文社『ジャーロ』2015年春号）
  - 梶川家の誘拐（光文社『ジャーロ』2015年秋冬号）